# ساعة بصرية
الساعة البصرية هي ساعة تعمل بشعاع الليزر، قادرة على قياس الوقت بدقه متناهية، بحيث لا تخطئ في ثانية واحدة، لمدة تتراوح بين 1.7 مليار إلى ملياري عام !هذه الساعة تشكل إنجازا كبيرا مقارنة بأدق الساعات المعروفة حاليا، وهي الساعة الذرية التي لاتخطئ لمدة 80 مليون سنة فقط. المعروف أن ساعة اليد العادية تؤخر حتى 15 ثانية في الشهر، وتعتمد الساعة البصرية في عملها على الذرة أيضا، ولكن يتم إطلاق شعاع الليزر فتهتز ويتم قياس الوقت بدقة بالغة من هذه الاهتزازات. يمكن لهذه الساعة أن تفيد في أغراض عديدة مثل دراسة الكواكب والسيارات الأوتوماتيكية، كما يمكن أن تستخدم في الملاحة الجوية وهبوط الطائرات وإقلاعها، دون تدخل بشري. تم إطلاق أول ساعة بصرية إلى الفضاء في أبريل 2015، وتم نشر نتائج هذه التجربة في 17 نوفمبر 2017 في مجلة Optica.